# زاغالار
زاغالار (به لاتین: Zağalar) یک منطقهٔ مسکونی در جمهوری آذربایجان است که در شهرستان کلبجر واقع شده‌است. زاغالار ۱٬۷۷۹ متر بالاتر از سطح دریا واقع شده‌است.